# Kumarkhali
Kumarkhali è un sottodistretto (upazila) del Bangladesh situato nel distretto di Kushtia, divisione di Khulna. Si estende su una superficie di 265,89 km² e conta una popolazione di 269.008 abitanti (dato censimento 1991).